# Félix Luís Viera
Félix Luis Viera Pérez (Santa Clara, 19 agosto 1945) è uno scrittore e poeta cubano naturalizzato messicano.

## Biografia
Nasce nel cuore di Cuba, nel quartiere popolare di El Contado, a Santa Clara. Figlio unico, si impegna fin dalla prima adolescenza ad aiutare il padre nei piccoli lavori da commerciante che aveva. In Italia le sue opere sono tradotte da Gordiano Lupi.

## Romanzi
- Con tu vestido blanco (Ed. Unión, Cuba, 1987).
- Serás comunista, pero te quiero (Ed. Unión, Cuba, 1995)
- Inglaterra Hernández (Ediciones Universidad Veracruzana, Messico, 1997)
- Un ciervo herido (Ed. Plaza Mayor, Puerto Rico, 2003)
- El corazón del Rey (Innovación Editorial Lagares, Messico, 2010)

## Poesie
- Una melodía sin ton ni son bajo la lluvia (Ed. Unión, Cuba, 1976) - TRodotto in Italia da Gordiano Lupi (Edizioni Il Foglio, 2013)
- Prefiero los que cantan (Ed. Unión, Cuba, 1988) - Tradotto in Italia da Gordiano Lupi (Edizioni Il Foglio, 2013)
- Cada día muero 24 horas (Ed. Letras Cubanas, Cuba, 1990) - tradotto in Italia da Gordiano Lupi (Edizioni Il Foglio, 2013)
- Y me han dolido los cuchillos (Ed. Capiro, Cuba, 1991) - tradotto in Italia da Gordiano Lupi (Edizioni Il Foglio, 2013)
- Poemas de amor y de olvido (Ed. Capiro, Cuba, 1994)
- La patria es una naranja (ed. Iduna, Miami, 2010) - tradotto in Italia da Gordiano Lupi (Edizioni Il Foglio, 2011)

## Racconti
- En el nombre del hijo (Ed. Letras Cubanas, Cuba, 1983)
- Las llamas en el cielo (Ed. Unión, Cuba, 1983)
- Precio del amor (Ed. Letras Cubanas, Cuba, 1990)

## Riconoscimenti
- Premio David de Poesía (1976) per Una melodía sin ton ni son bajo la lluvia
- Premio de la Crítica (1983) per En el nombre del hijo
- Premio Nacional de Novela de la UNEAC (1987) per Con tu vestido blanco
- Premio de la Crítica (1988) per Con tu vestido blanco